# Anisodes insigniata
Anisodes insigniata là một loài bướm đêm trong họ Geometridae.